# Carica elementare
Il termine carica elementare si riferisce al quanto di carica elettrica. Viene indicata con {\displaystyle e}  ed espressa in valore assoluto. Secondo il sistema internazionale dal 2019 il suo valore definisce l'unità di misura del coulomb ed è pari a:
{\displaystyle e=1{,}602\ 176\ 634\cdot 10^{-19}\ \mathrm {C} \ (\mathrm {esatto} )} 
La carica elementare corrisponde alla carica del protone (positiva) e a quella dell'elettrone (negativa). Nel sistema di unità di misura denominato "unità atomiche" è l'unità di misura della carica elettrica.
Protoni e neutroni risultano composti da quark, particelle subatomiche che hanno cariche pari a ±1/3 e ±2/3 della carica elementare; esistono altri esempi di carica frazionaria, dovuti all'interazione tra fononi e unità di flusso.

## Storia
Il primo esperimento volto alla misura della carica elementare fu quello svolto da Robert Millikan tra il 1909 e il 1917. L'esperimento consisteva nel caricare delle microscopiche gocce d'olio tramite strofinio lungo un tubo per poi lasciarle cadere entro un campo elettrico noto. Tramite un microscopio venne poi misurato il tempo di caduta delle gocce, tenuto conto della spinta d'Archimede e dell'attrito viscoso dell'aria, in assenza ed in presenza del campo elettrico. Queste misure sono utili per avere un'idea iniziale del comportamento delle gocce. In seguito sempre all'interno del campo venne inserita  una sorgente di raggi X, che hanno la caratteristica di essere ionizzanti, ovvero di "strappare" elettroni al materiale che attraversano in modo casuale. La perdita di elettroni da parte di una goccia causa una variazione di moto della stessa all'interno del campo elettrico. Dopo una lunga raccolta dati Millikan riscontrò che le variazioni di moto avvenivano sempre in modo discreto, ovvero con "salti" in determinati valori, anziché in modo continuo. Fu così possibile dedurre che la carica è discreta, ovvero quantizzata anziché continua. Venne poi calcolato il valore di questa carica in quella oggi conosciuta come carica elementare.